# Kreuzkirche (Düsseldorf-Pempelfort)

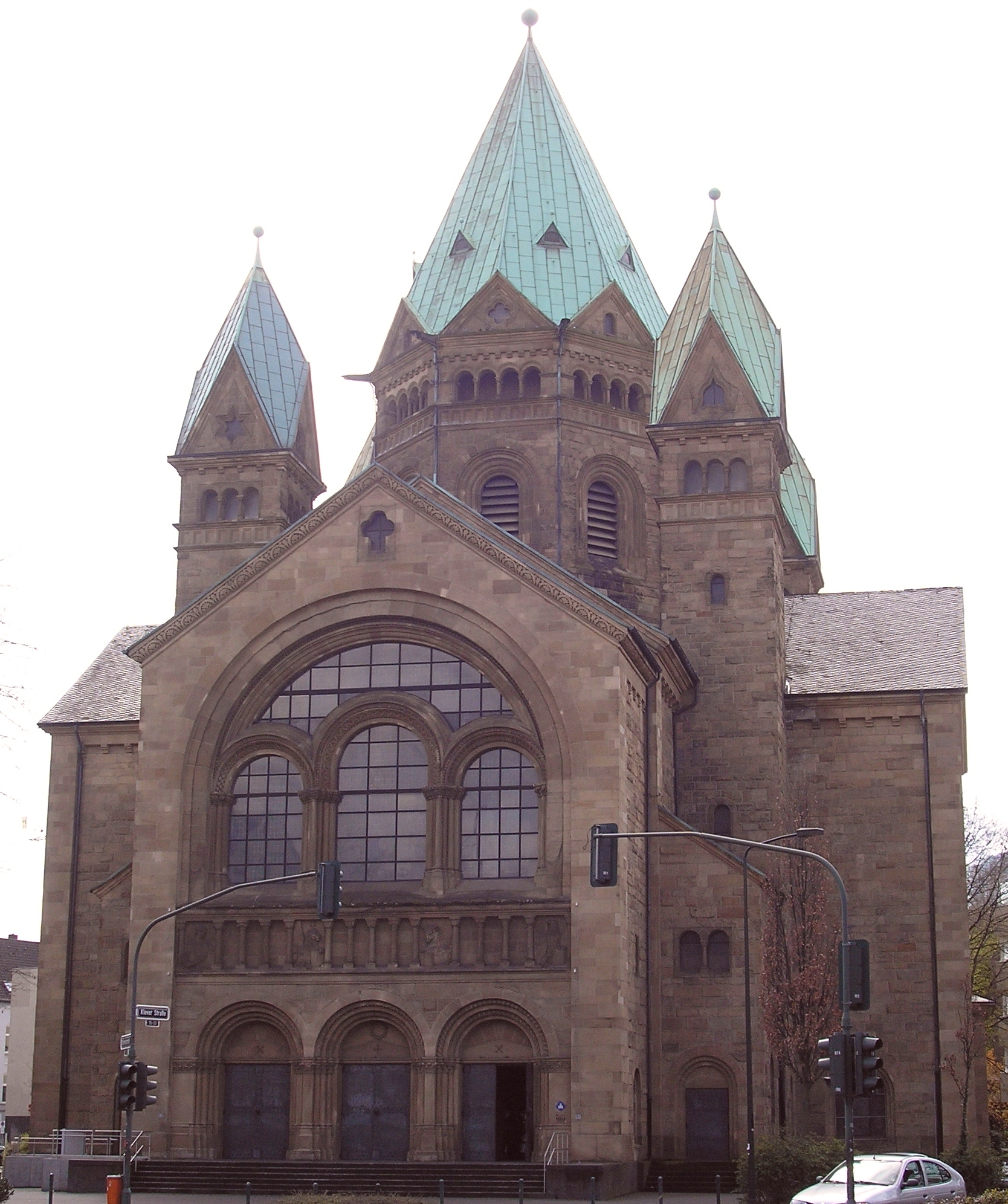
Hauptfassade der Kreuzkirche am Straßenstern

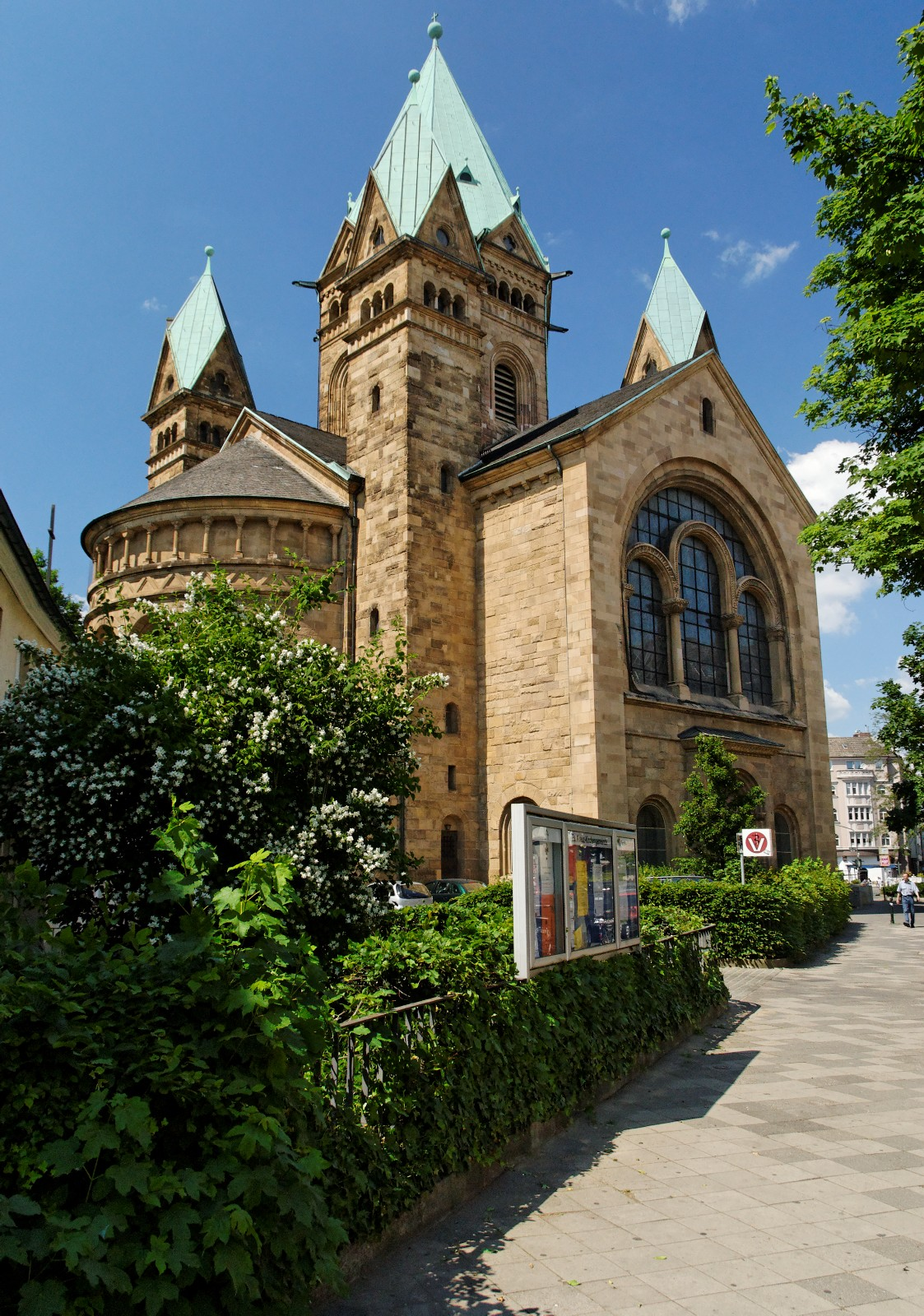
Ansicht von Süden

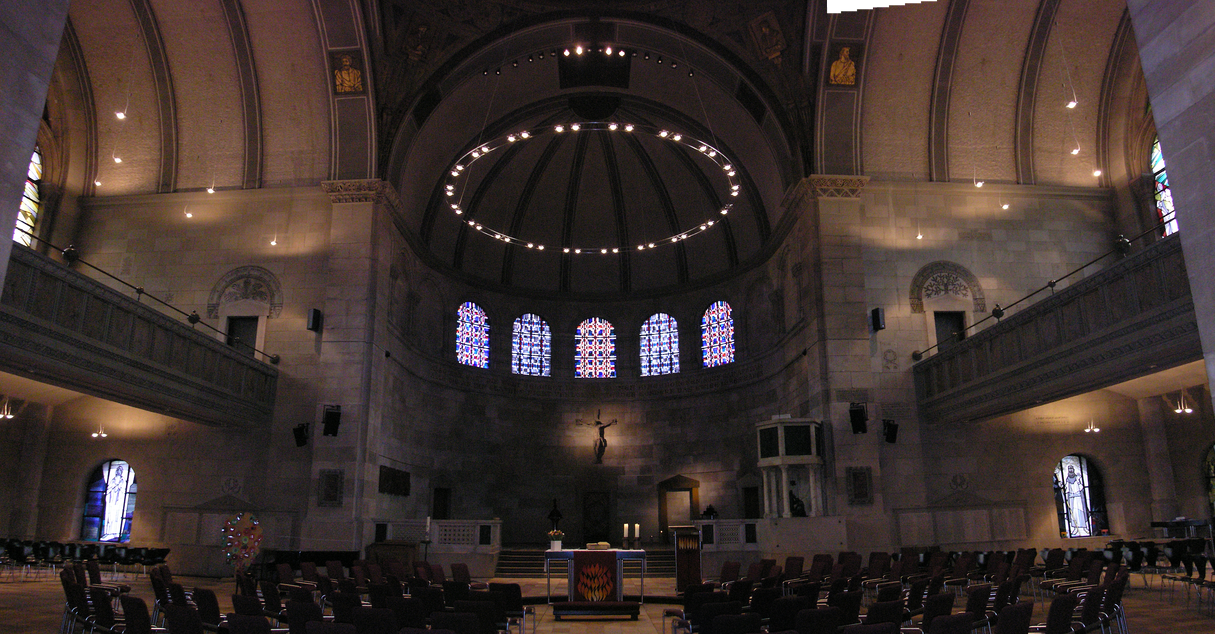
Innenraum der Kreuzkirche

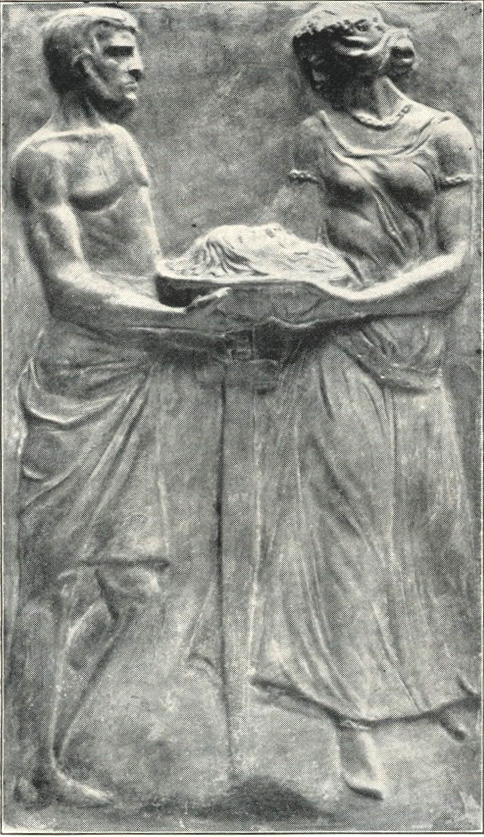
Die Enthauptung Johannes des Täufers, Relief von Gregor von Bochmann d. J., um 1910

Die Kreuzkirche ist ein Kirchenbauwerk der evangelischen Kirchengemeinde Düsseldorf-Mitte im Stadtteil Pempelfort an den Grenzen zu Golzheim und Derendorf. Erbaut wurde sie in den Formen der Neuromanik, dem für Kirchenbau bevorzugten Stil Kaiser Wilhelms II.

## Geschichte
Unmittelbar südlich der heutigen Kirche (vormals Ratinger Chaussee bzw. Nordstraße 116) befand sich früher ein Gut des Freiherrn Franz Gabriel Cornelius von Collenbach (1740–1830). In den 1830er Jahren war das Collenbach’sche Gut der gemeinsame Wohnsitz von Karl Immermann und seiner prominenten Gefährtin, Elisa von Ahlefeldt. Dort entstanden viele Werke Immermanns, 1838/39 etwa sein Roman Münchhausen.
Auf diesem Gelände, das im weiteren Verlauf der Inneren Mission als Martha-Stift zur Unterbringung und Erziehung von Mädchen gedient hatte, errichtete 1899 die evangelische Kirchengemeinde einen Predigtsaal. Daneben, an der Ecke Klever Straße/Collenbachstraße, wurde von 1907 bis 1910 die Kreuzkirche durch den Architekten Carl Wilhelm Schleicher erbaut, ein Schüler des Architekten Julius Carl Raschdorff. Die Einweihung fand am 21. September 1910 statt. Für die Konstruktion des Gewölbes wurde der Bauingenieur Karl Walter Mautner hinzugezogen. Das Grundstück für den Kirchenbau war 1901 von dem Kirchmeister August Hülstrung der Kirchengemeinde geschenkt worden.
Architektonische Vorbilder der Kreuzkirche sind der Speyerer Dom, die Erlöserkirche in Bad Homburg und die Basilika St. Margareta in Düsseldorf-Gerresheim.
Im Grundriss beschreibt die Kirche ein griechisches Kreuz. In der äußeren Anmutung tritt der in Heilbronner Sandstein ausgeführte Zentralbau plastisch gegliedert und monumental auf. Die wilhelminische Imposanz des historistischen Sakralbaus resultiert ferner aus seiner städtebaulich beherrschenden Stellung an einem Straßenstern und aus den fünf hohen, kupfergedeckten Türmen, die ihn als Landmarke weithin sichtbar machen. Die Wirkung des zentralen oktogonalen Geläutturms mit Zeltdach wird durch die ihn umgebenden vier kleineren Seitentürme mit Rautendächern wesentlich gesteigert. Signifikant für das Erscheinungsbild der Kirche sind auch die großen Fensterbögen in den dreiseitig aufragenden Giebelfassaden. Abweichend vom romanischen Bauprogramm sind die Kirchenfenster, die durch eingestellte Säulen und Bögen gegliedert werden, in den Giebeln sehr groß, um mehr Tageslicht hineinzulassen und so die innere Helligkeit zu steigern.
Durch Luftangriffe während des Zweiten Weltkrieges wurden im April und November 1944 der Turm, die Dächer und die Räume hinter der Apsis beschädigt. Die Originalfenster, die der Maler Gustav Wittschas gestaltet hatte, gingen zu Bruch. Ein vollständiges Ausbrennen der Kirche wurde aber durch den damaligen Brandmeister Johann Simons verhindert. Die zahlreichen Bronze-Reliefs von Gregor von Bochmann blieben erhalten. 1948/49 wurden Dach und Turm, 1950 der Innenraum wieder repariert und anschließend die Kirche erneut eingeweiht.
1959 und 1960 wurden weitere Fenster mit neuen Motiven des Glasmalers Ernst Otto Köpke wiederhergestellt. Im Einvernehmen mit der Kirchengemeinde führte die Düsseldorfer Innenarchitektin Birgit Schwarzkopf im Jahr 2005 erhebliche Umbaumaßnahmen im Innern der Kirche durch. Ein großer Kirchenleuchter wurde durch ein neues Lichtsystem ersetzt, in der Vorhalle und unter den Emporen wurden Einbauten abgerissen und Ausbauten vorgenommen.

## Glocken
Da die alten Bronzeglocken der Kreuzkirche im Krieg zu Kanonen geschmolzen werden mussten, wurden diese aus dem Turm abgehangen und abgeliefert. Im Jahr 1924 beschaffte man sich schließlich ein neues Geläute aus Stahl. Dieses wurde beim Bochumer Verein für Gussstahlfabrikationen in Bochum bestellt. Sie wurden in der Tonfolge des „Te Deum“ gegossen.
Die Schlagtöne sind h° d¹ e¹.
Rippenkonstruktion: Untermollsextrippe

## Orgel
Auch die Orgel wurde 1966 durch einen Neubau ersetzt. Das heutige Instrument wurde von der Orgelbauwerkstatt Alexander Schuke (Potsdam) errichtet. Das Instrument hat 45 Register (ca. 3.500 Pfeifen) auf Schleifladen. Die Spieltrakturen sind mechanisch, die Registertrakturen elektrisch.
| I Hauptwerk C– |               |       |
| 1.             | Principal     | 8′    |
| 2.             | Bordun        | 16′   |
| 3.             | Koppelflöte   | 8′    |
| 4.             | Oktave        | 4′    |
| 5.             | Spitzflöte    | 4′    |
| 6.             | Nassat        | 2 ⁄3′ |
| 7.             | Oktave        | 2′    |
| 8.             | Mixtur VI-VII | 2′    |
| 9.             | Scharff IV    | 1⁄3′  |
| 10.            | Trompete      | 16′   |
| 11.            | Trompete      | 8′    |

| II Oberwerk C– |                 |       |
| 12.            | Principal       | 4′    |
| 13.            | Gedackt         | 8′    |
| 14.            | Quintadena      | 8′    |
| 15.            | Blockflöte      | 4′    |
| 16.            | Sesquialtera II | 2 ⁄3′ |
| 17.            | Oktave          | 2′    |
| 18.            | Waldflöte       | 2′    |
| 19.            | Quarte II       |       |
| 20.            | Oberton II      |       |
| 21.            | Mixtur V        | 1 ⁄3′ |
| 22.            | Terz-Cymbel III | 1⁄6′  |
| 23.            | Dulcian         | 16′   |
| 24.            | Schalmei        | 8′    |
|                | Tremulant       |       |

| III Brustwerk C– |                |        |
| 25.              | Holzgedackt    | 8′     |
| 26.              | Rohrflöte      | 4′     |
| 27.              | Principal      | 2′     |
| 28.              | Terz           | 1 3⁄5′ |
| 29.              | Quinte         | 1 ⁄3′  |
| 30.              | Oktave         | 1′     |
| 31.              | Scharff III-IV | 2⁄3′   |
| 32.              | Krummhorn      | 8′     |
|                  | Tremulant      |        |

| Pedal C– |                  |         |
| 33.      | Principal        | 16′     |
| 34.      | Subbass          | 16′     |
| 35.      | Quinte           | 10 2⁄3′ |
| 36.      | Oktave           | 8′      |
| 37.      | Spitzflöte       | 8′      |
| 38.      | Bass-Aliquote IV | 5 1⁄3′  |
| 39.      | Rohrpommer       | 4′      |
| 40.      | Hohlflöte        | 2′      |
| 41.      | Hintersatz V     | 4′      |
| 42.      | Mixtur IV        | 1 ⁄3′   |
| 43.      | Posaune          | 16′     |
| 44.      | Trompete         | 8′      |
| 45.      | Feldtrompete     | 4′      |

- Koppeln: II/I, III/I, I/P, II/P, III/P